# Cal·lístenes d'Olint
Cal·lístenes (grec antic: Καλλισθένης, llatí: Callisthenes) fou un historiador grec del segle iv aC nadiu d'Olint, a la península Calcídica. Va acompanyar Alexandre el Gran en les seves expedicions asiàtiques i en va deixar constància escrita; també fou autor d'altres obres historiogràfiques, però actualment no es conserva cap obra de Cal·lístenes. El conegut romanç d'Alexandre li és falsament atribuït, i el seu autor és generalment conegut com a Pseudo-Cal·lístenes.
Per part de mare era nebot d'Aristòtil, qui li va fer de mestre i el va recomanar a Alexandre i va acompanyar a Alexandre el Gran en les seves expedicions a l'Àsia com a cronista oficial. Caigut en desgràcia, el 327 fou acusat de conspiració i arrestat a Bàctria i empresonat en una gàbia de ferro. Es diu que la causa era el fet d'haver refusat d'agenollar-se davant Alexandre com a emperador.
Les seves obres principals foren les Hel·lèniques i la Història d'Alexandre, de les quals no en resten més que fragments extrets de citacions d'altres autors. Les Hel·lèniques tractaven el període que va de la Pau d'Antàlcides, que posava fi a la Guerra de Corint entre Esparta i Atenes, Corint, Tebes i Argos; fins al començament de la guerra fòcia. La Història d'Alexandre era una crònica de les conquestes d'Alexandre, de gran valor perquè Cal·lístenes les va viure en primera persona. Tot i que s'ha perdut, nombrosos autors la varen fer servir i s'han conservat diversos testimonis i citacions directes, entre les quals una descripció de la batalla d'Issos i una altra de la batalla de Gaugamela.